# Birthe Wittock
Birthe Wittock (29 mei 1995) is een Belgisch volleybalster.

## Levensloop
Wittock begon met volleyballen bij Sigivok Sint-Gillis-Waas. Vervolgens ging ze naar de topsportschool Vilvoorde. Aldaar zette ze haar volleybalopleiding na vier jaar stop wegens een rugblessure. Vervolgens was ze actief bij VDK Gent, waarmee ze in 2012-'13 landskampioen werd en in 2013-'14 de Supercup won. Hierop aansluitend was ze actief bij Hermes Volley Oostende en Amigos Sint-Antonius Zoersel. In 2019 kwam ze uit voor Fixit Volley Kalmthout en later Vamos Stekene. Een seizoen later keerde ze terug naar de Kalmthoutse club en sinds 2023 komt ze opnieuw uit voor Amigos.
Daarnaast is ze actief in het beachvolleybal.
Wittock is afkomstig uit Vrasene. Van opleiding is ze kleuterjuf. Haar zus Jolien is eveneens actief in het volleybal.